# Стренгнес (комуна)
Комуна Стренгнес (швед. Strängnäs kommun) — адміністративно-територіальна одиниця місцевого самоврядування, що розташована в лені Седерманланд у центральній Швеції.
Стренгнес 120-а за величиною території комуна Швеції. Адміністративний центр комуни — місто Стренгнес.

## Населення
Населення становить 33 026 чоловік (станом на вересень 2012 року). 
| Кількість населення комуни Стренгнес за 1970-2010 роки | Кількість населення комуни Стренгнес за 1970-2010 роки | Кількість населення комуни Стренгнес за 1970-2010 роки | Кількість населення комуни Стренгнес за 1970-2010 роки | Кількість населення комуни Стренгнес за 1970-2010 роки |
| ------------------------------------------------------ | ------------------------------------------------------ | ------------------------------------------------------ | ------------------------------------------------------ | ------------------------------------------------------ |
| Рік                                                    |                                                        |                                                        | Населення                                              |                                                        |
| 1970                                                   | 1970                                                   |                                                        | 20 579                                                 | 20 579                                                 |
| 1975                                                   | 1975                                                   |                                                        | 22 245                                                 | 22 245                                                 |
| 1980                                                   | 1980                                                   |                                                        | 23 705                                                 | 23 705                                                 |
| 1985                                                   | 1985                                                   |                                                        | 24 905                                                 | 24 905                                                 |
| 1990                                                   | 1990                                                   |                                                        | 26 835                                                 | 26 835                                                 |
| 1995                                                   | 1995                                                   |                                                        | 28 669                                                 | 28 669                                                 |
| 2000                                                   | 2000                                                   |                                                        | 29 610                                                 | 29 610                                                 |
| 2005                                                   | 2005                                                   |                                                        | 30 655                                                 | 30 655                                                 |
| 2010                                                   | 2010                                                   |                                                        | 32 419                                                 | 32 419                                                 |
| Джерело: SCB                                           |                                                        |                                                        |                                                        |                                                        |

## Населені пункти
Комуні підпорядковано 5 міських поселень (tätort) та низка сільських, більші з яких:
- Стренгнес (Strängnäs)
- Абборберґет (Abborrberget)
- Марієфред (Mariefred)
- Сталларгольмен (Stallarholmen)
- Окерс-стикебрук (Åkers styckebruk)

## Міста побратими
Комуна підтримує побратимські контакти з такими муніципалітетами:
- Комуна Лейкангер, Норвегія
- Кіско, Фінляндія
- Рібе, Данія
- Приозерськ, Росія
- Ратценбург, Німеччина
- Канава, Латвія
- Саку, Естонія
- Ольштинек, Польща

## Галерея

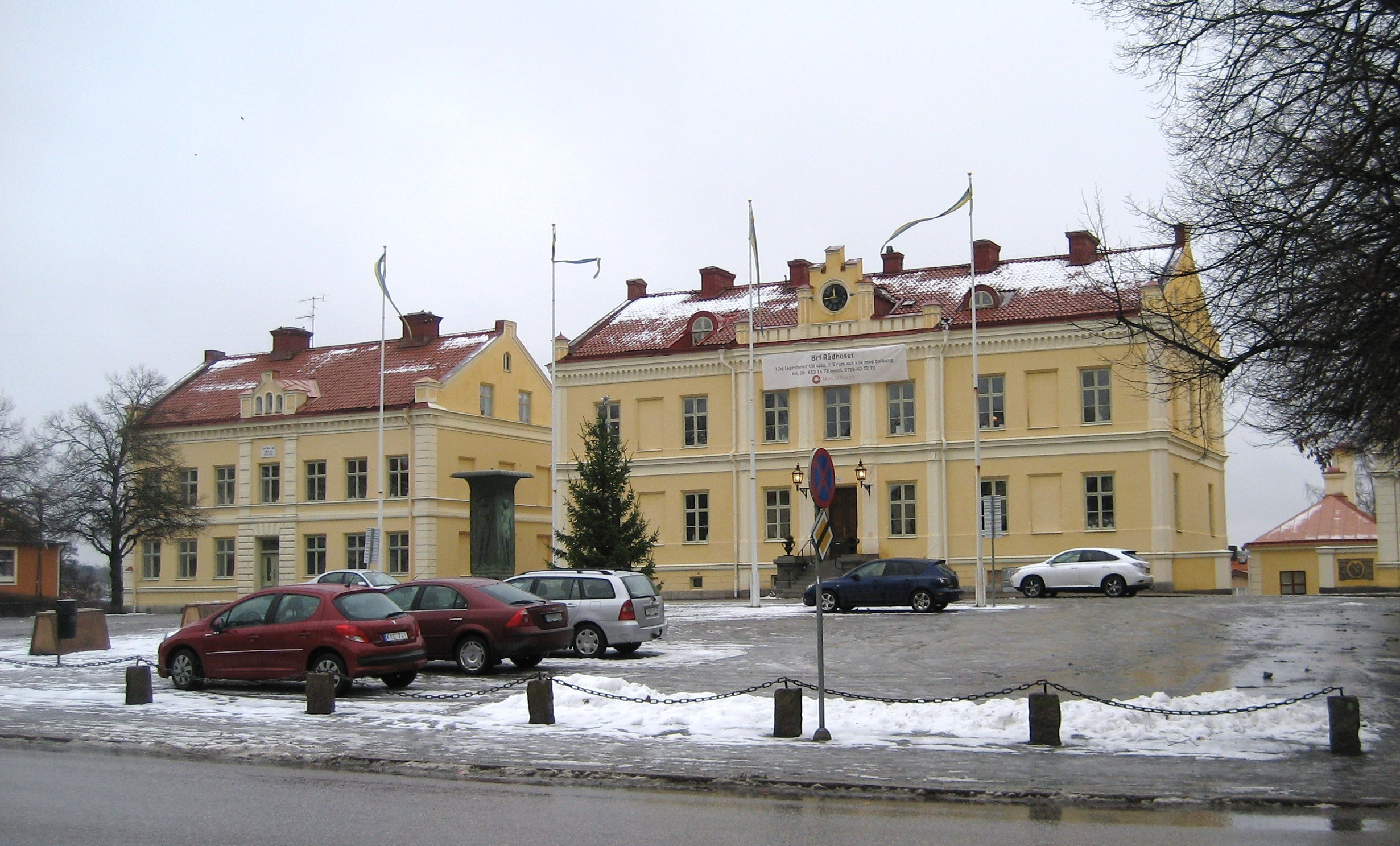
Ратуша (Стренгнес)
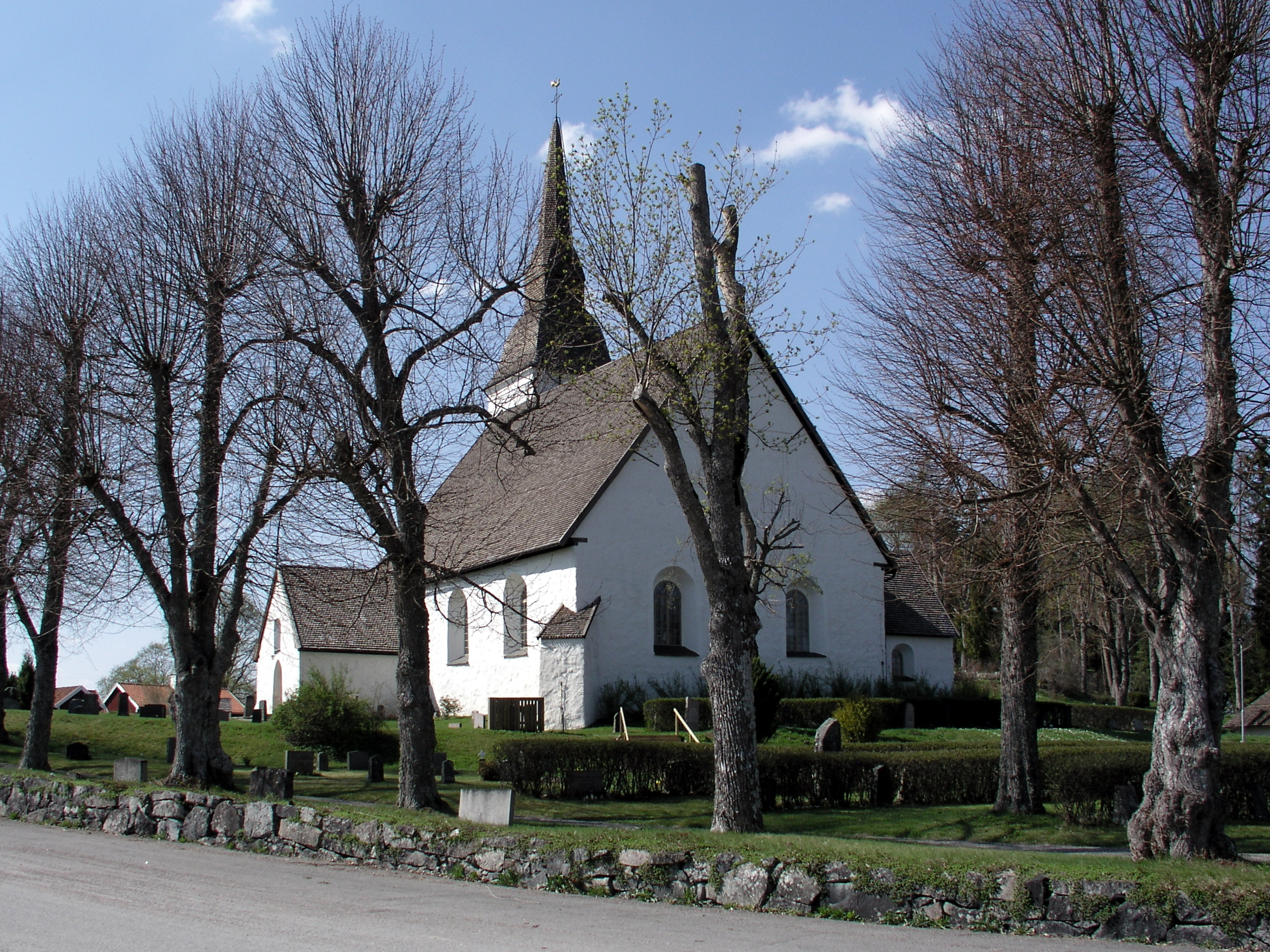
Церква (Окер)
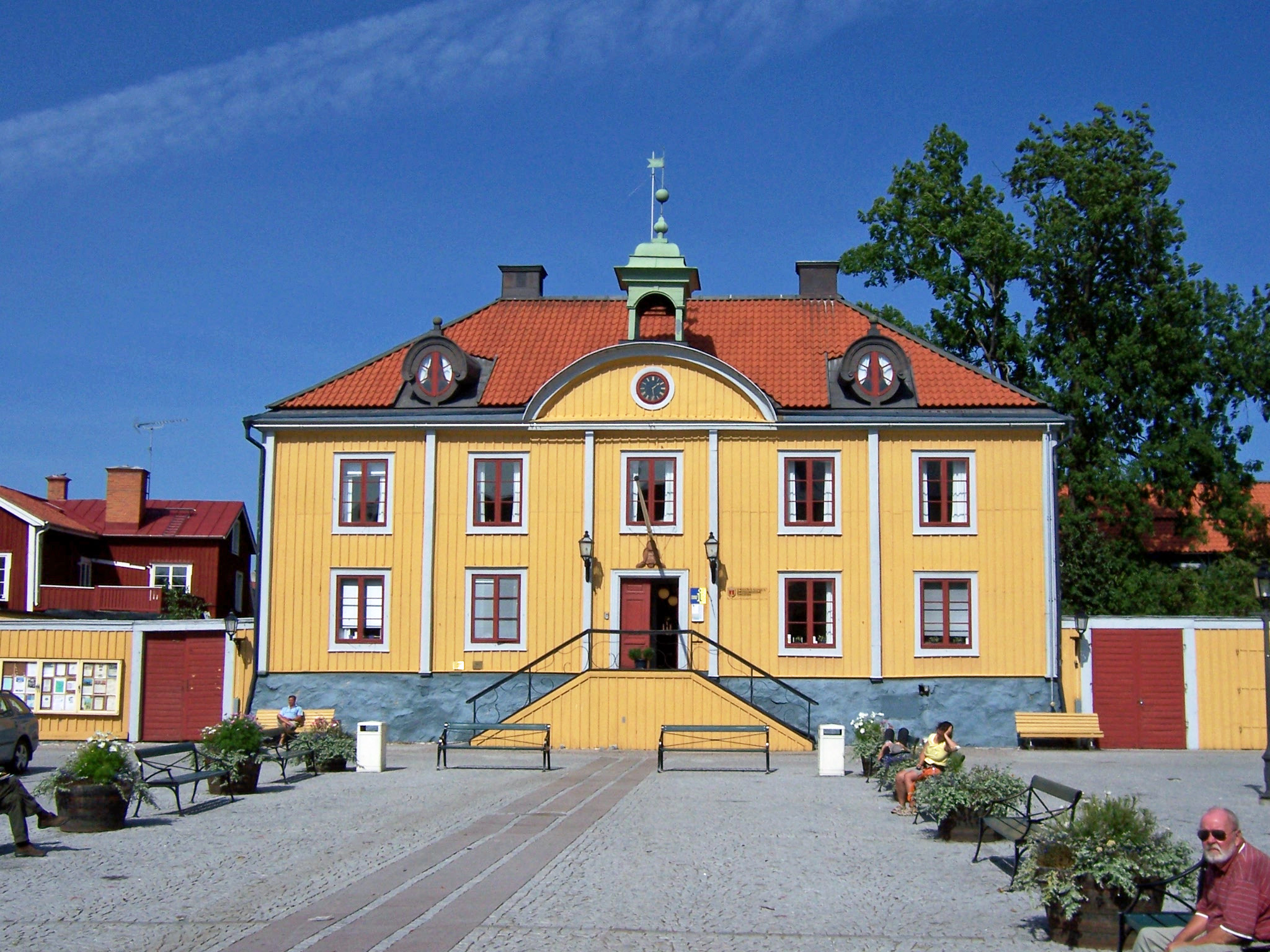
Ратуша (Марієфельд)
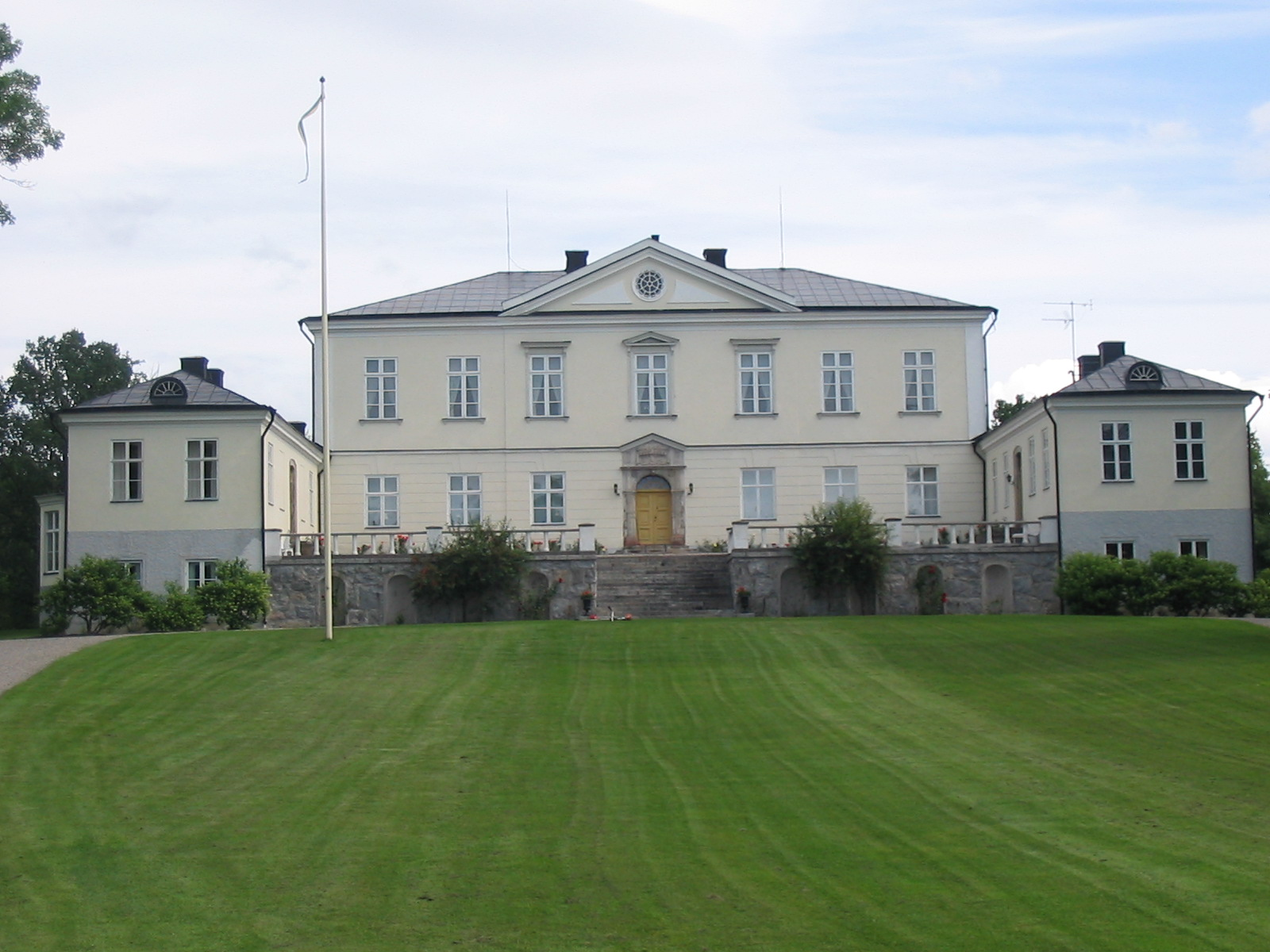
Замок Гессельбігольм

## Виноски
1. ↑  Andersson P. Sveriges kommunindelning 1863-1993 — Mjölby: Draking, 1993. — 132 с. — ISBN 978-91-87784-05-7
2. ↑  https://www.svensktnaringsliv.se/regioner/sodermanland/framgangskurvan-bryts-for-strangnas_1119745.html
3. ↑  https://www.strangnas.se/kommun-och-politik/kommunens-organisation/kommunstyrelsen
4. ↑  https://www.ekuriren.se/nyheter/eskilstuna/artikel/tidigare-kommunalrad-blir-ordforande/re573kzr
5. ↑  Folkmangd i riket, lan och kommuner (шв.) . Центральне бюро статистики Швеції. Архів оригіналу за 20 серпня 2013. Процитовано 15 лютого 2013.